# Schloss Ramsdorf

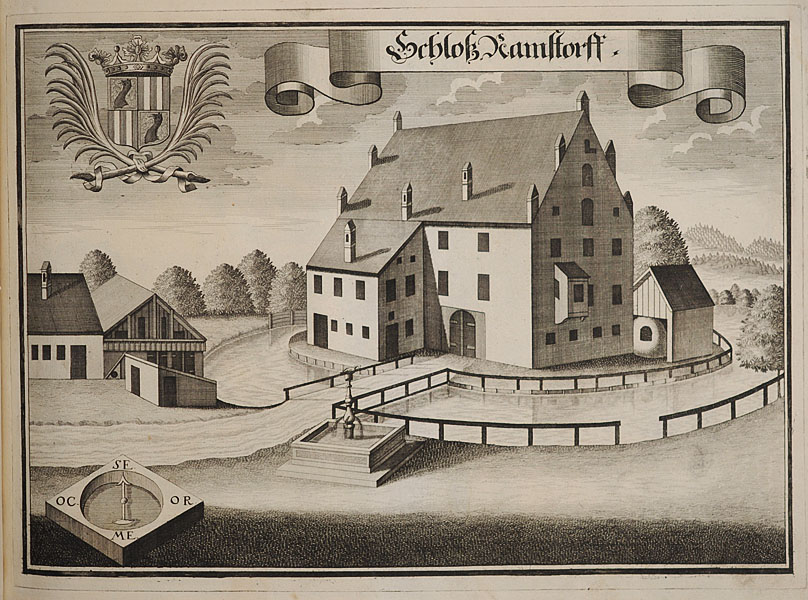
Schloß Ramstorff nach einem Stich von Michael Wening (1723)

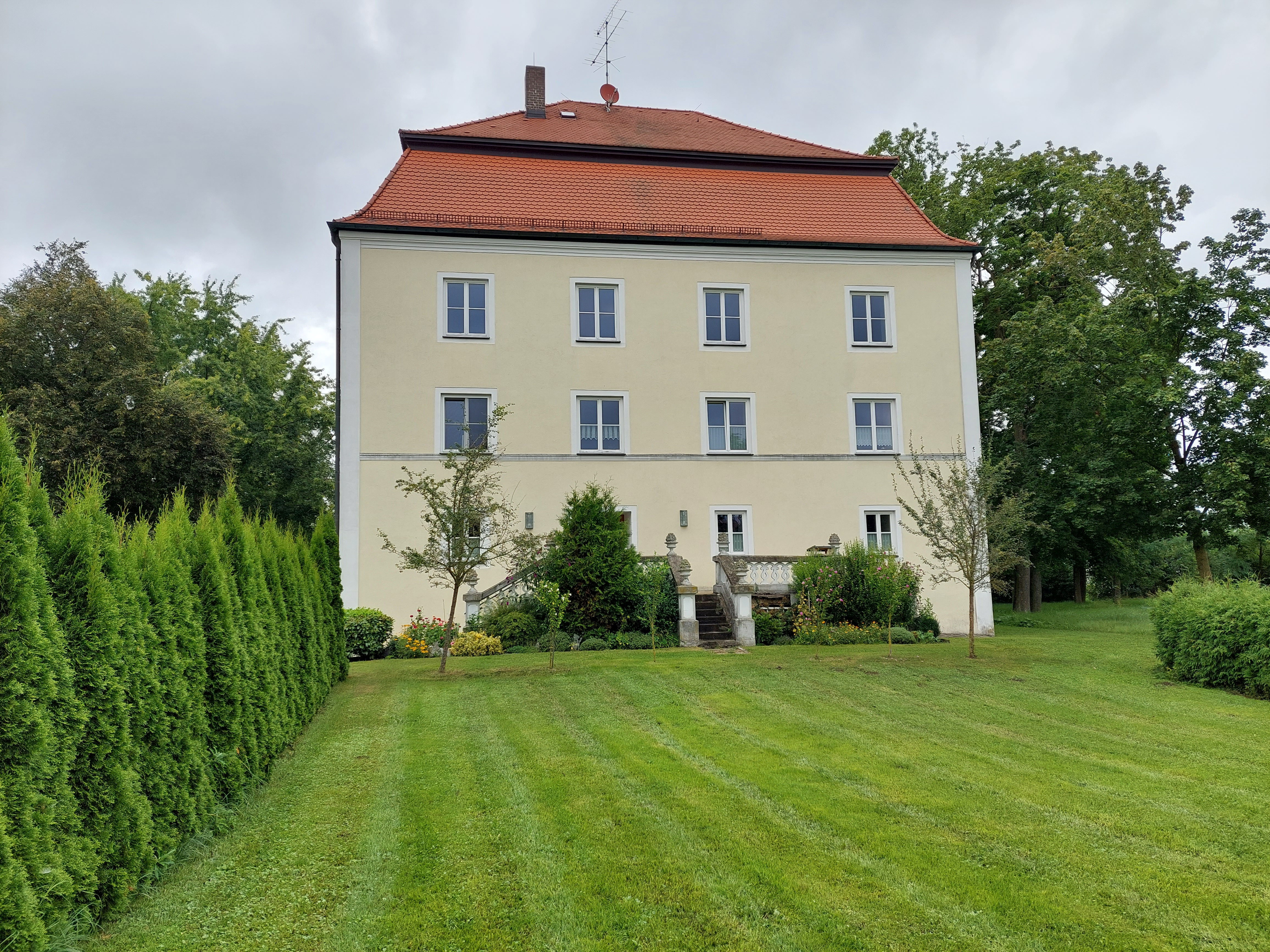
Schloss Ramsdorf (2021)

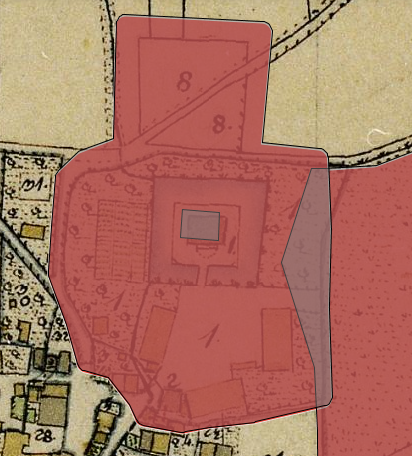
Lageplan von Schloss Ramsdorf auf dem Urkataster von Bayern

Das Schloss Ramsdorf ist ein ehemaliges Schloss, jetzt Pfarrhaus, in Ramsdorf, einem Ortsteil der niederbayerischen Gemeinde Wallerfing im Landkreis Deggendorf. Die Anlage wird als Bodendenkmal unter der Aktennummer D-2-7343-0408 im Bayernatlas als „untertägige mittelalterliche und frühneuzeitliche Befunde im Bereich des ehem. Hofmarkschlosses von Ramsdorf“ geführt. Ebenso ist sie unter der Aktennummer D-2-71-152-17 als Baudenkmal von Ramsdorf verzeichnet.

## Geschichte
Von der Frühgeschichte des Schlosses ist wenig bekannt, aber die Ortsadeligen Ramsdorfer scheinen das Schloss im 13. Jahrhundert erbaut zu haben. Die Freiherren und späteren Grafen von Goder waren von 1514 bis Mitte des 18. Jahrhunderts als Hofmarksherren auf Schloss Ramsdorf ansässig. Das Schloss beherbergt seit Gründung der Pfarrei Ramsdorf im Jahr 1909 den Pfarrhof.

## Baubeschreibung
Das Schloss war früher von einem Weiher umgeben, der aber aufgefüllt worden ist und von dem nur ein Rest als Teich auf der Ostseite besteht. Ein Erkertürmchen, das in der Zeit des Dreißigjährigen Krieges durch Bartholomeo Viscardi angefügt wurde, ist abgekommen. Im Inneren ist der gewölbte Flur des Erdgeschosses zu erwähnen sowie die massiven Balkendecken der oberen Stockwerke. Hier waren einst beachtliche Fresken vorhanden (Gartenlaube mit mehreren Liebespaaren, Jagdszenen, Sintflut). Das Schloss ist ein frühgotischer Bau mit bis 1,7 m starken Ziegelmauern; die ursprünglich gotischen Treppengiebel wurden beim barockisierenden Umbau Anfang des 19. Jahrhunderts durch ein Mansardenwalmdach ersetzt.
Schloss Ramsdorf ist ein geschütztes Baudenkmal mit der Aktennummer D-2-71-152-17, die Baubeschreibung des Bayerischen Landesamts für Denkmalpflege lautet: „dreigeschossiger Mansardwalmdachbau mit Fassadengliederung, Anfang 19. Jahrhundert, im Kern älter“.